# Orus Jones
Orus Edward Jones (* 8. März 1867 in Jackson, Ohio; † 10. August 1963 in Denver, Colorado) war ein US-amerikanischer Golfer.

## Biografie
Orus Jones spielte Golf im Inverness Club.
Bei den Olympischen Spielen 1904 in St. Louis waren beim Mannschaftswettkampf nur zwei Mannschaften gemeldet. Kurzerhand schlossen sich zehn Spieler zusammen und gingen als United States Golf Association an den Start. Diese Mannschaft, der auch Jones angehörte, gewann die Bronzemedaille. Im Einzel hingegen schied er in der ersten Runde gegen Nathaniel Moore aus.
Jones war von Beruf Zahnarzt.